# Montaigu-de-Quercy
Montaigu-de-Quercy är en kommun i departementet Tarn-et-Garonne i regionen Occitanien i södra Frankrike. Kommunen ligger i kantonen Montaigu-de-Quercy som tillhör arrondissementet Castelsarrasin. År 2022 hade Montaigu-de-Quercy 1 295 invånare.

## Befolkningsutveckling
Antalet invånare i kommunen Montaigu-de-Quercy
| Referens: INSEE |